# Пашкевич, Алоиза Степановна

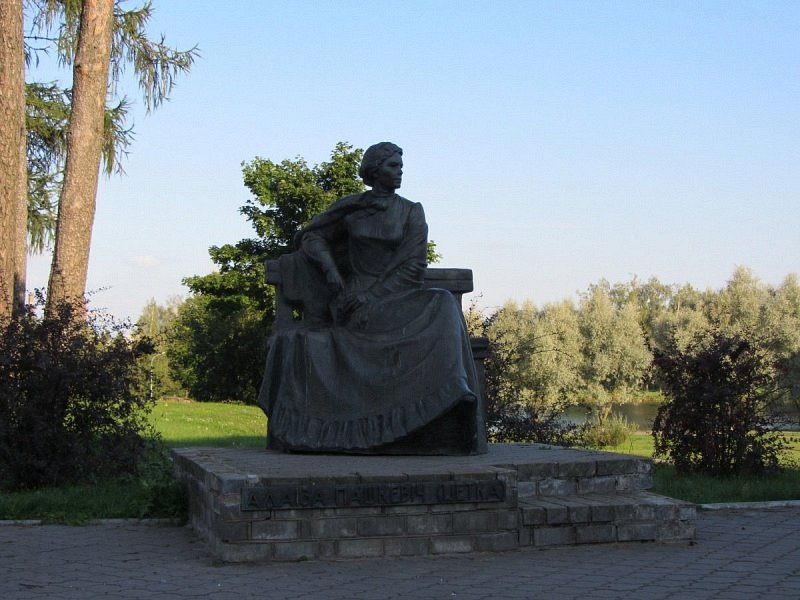
Памятник в Щучине

Алои́за (Элои́за) Степа́новна Пашке́вич (также известна под псевдонимом Тётка, бел. Алаіза Сцяпанаўна Пашкевіч (Цётка), 3 (15) июля 1876, Песчина, совр. Щучинский район Гродненской области — 5 (18) февраля 1916, Старый Двор, совр. Щучинский район Гродненской области) — белорусская поэтесса, прозаик, общественно-политический деятель, актриса, педагог.

## Биография
Родилась в шляхетской семье. В 1902—1903 училась на курсах воспитательниц и руководительниц физического образования (Высших курсах Лесгафта) в Санкт-Петербурге, которые не окончила, но сдала экстерном экзамен за полный курс Александровской женской гимназии. Считается, что в Санкт-Петербурге Пашкевич участвовала в деятельности студенческого «Кружка белорусского народного просвещения и культуры», и является автором нескольких текстов, изданных данным кружком.
В 1904 году Пашкевич начала работу фельдшером в больнице в городе Новая Вилейка около Вильно (сейчас — район Вильнюса Науйойи-Вильня), одновременно занимаясь пропагандистской работой. Пашкевич участвовала в руководстве Белорусской социалистической громадой до своего выезда из Российской империи в 1905 году (под угрозой ареста), поддерживала связь с литовскими и российскими социал-демократами, в частности — Мицкявичусом-Капсукасом и Борисом Вигилёвым, одним из соратников Владимира Ульянова (Ленина). Часто повторяла цитату Ленина: «Пролетариат борется, а буржуазия крадётся к власти». Среди товарищей по громаде больше всего дружила с Вацлавом Ивано́вским, братом одного из соратников Пилсудского и бургомистром Минска во время гитлеровской оккупации. «Тёткиным адъютантом» называли Алеся Бурбиса. Его упоминают среди основателей БССР и Белорусского национального театра.
Была замужем за Стяпонасом Кайрисом — будущим вице-спикером парламента провозглашённой в 1918 году Литовской республики. В советской литературе брак называли фиктивным, так как Кайрис был противником коммунистов. Кайрис вспоминал: «Тётку мало интересовали основы теории социализма. Была ей, однако, своей моральная сущность социализма… её всегда тянуло туда, где больше было горя, где больше обижали, унижали „маленького“ человека». Общалась с классиком польской литературы Элизой Ожешко, Чюрлёнисом, литовским поэтом Йонасом Билюнасом, украинским славистом Илларионом Свентицким, одним из первых польских футуристов Ежи Янковским. В эмиграции Алоиза Пашкевич училась в двух университетах — в Кракове и Львове, где изучала философию, филологию и историю. Совершала путешествия в Финляндию, Швецию и Италию. Во время поездки в Финляндию познакомилась с Эльзой Реберг — лидером национального движения саамов. Выйдя замуж и сменив фамилию, она возвратилась из эмиграции, стала актрисой театра Игната Буйницкого, редактировала молодёжный журнал «Лучынка». С началом Первой мировой войны начала работать сестрой милосердия в тифозном бараке Виленского военного госпиталя. В 1916 году, отправившись на похороны отца, сама заразилась и умерла от тифа. Похоронена на кладбище в родной деревне Старые Дворы.
Автор сборников «Хрэст на свабоду» и «Скрыпка беларуская», книг для детей «Першае чытанне для дзетак беларусаў», «Лемантар», «Гасцінец для малых дзяцей». Основные мотивы поэзии Пашкевич — любовь к Родине и природе, нетерпимость к социальному угнетению, служение народу. Одна из зачинателей белорусской психологической прозы. Лучшими её рассказами считаются «Зелёнка» и «Михаська». Рассказ «Навогоднее письмо» использует чеховский сюжет «На святках», которому придано революционное содержание. Произведения поэтессы переведены на русский, украинский, болгарский, чешский, немецкий и литовский языки. Среди переводчиков Владимир Чапега, Никита Шаповал, Людмил Стоянов, Адольф Черный, Витаутас Жеймантас.
За стихотворение Алоизы Пашкевич «Соседям в неволе» российская цензура запретила две её книги — сборник «Хрэст на свабоду» и брошюру Иллариона Свентицкого «Возрождение белорусской письменности». «Хрэст на свободу» печатался в униатской типографии под патронажем Андрея Шептицкого. Поэтесса считала унию религией, которая может объединить белорусов. Песня «Кася» поп-группы «Сябры» написана на стихотворение Тётки «Лето» композитором Игорем Лученком. Увлекалась романом Дмитрия Мережковского «Воскресшие боги», а также сочинениями Густава Даниловского, представителя польского декаданса, любимым её поэтом был Адам Мицкевич. Ценила книгу Н. Г. Чернышевского «Что делать?». Наибольшее влияние на её творчество оказал Франтишек Богушевич. Высоко оценивала деятельность Гапона: вдохновлённая его «Письмом к Николаю Романову, бывшему царю и настоящему душегубцу Российской империи», написала «Хрэст на свабоду». Прятала революционеров в психиатрической больнице города Новая Вилейка. «Тёткой» поэтессу называли в семье её соседей Ивановских.

## Память
Образ Тётки воплощён в литературных произведениях — стихах (в том числе Янки Купалы), повестях и романах («На струнах бури» и «Стану песней» Л. Арабей, «Крест милосердия» В. Ковтун), в художественных полотнах (Л. Щемелёва, Н. Купавы, И. Романовского и др.),
Памятники А. Пашкевич (Тётка) поставлен в г. Щучин, г. п. Острино, д. Шестаковцы Щучинского района. Похоронена в деревне Старый Двор Щучинского района, где был установлен памятник.

## Образ Алоизы Пашкевич в культуре
- В 1991 году был снят четырёхсерийный художественный фильм «Крест милосердия». Фильм посвящён жизненному и творческому пути Алоизы Пашкевич. Режиссёр — Диамара Нижниковская, Беларусьфильм.
- Изобразительное искусство
Заир Азгур «Тетка», бюст 1949 г.,
Василий Иванович Пушков: «Тетка читает свои стихи Элоизе Ожешко», картина. Хранится в Гродненском музее Ожешки.
В 1976 г. белорусские художники Григорий Иванов и Светлана Горбунова сделали медали и медальоны в честь Алоизы Пашкевич.
- Художественная литература.
Стихотворение Янки Купалы «Автору „Скрипки белорусской“»; Максим Горецкий: «Виленские коммунары», роман; Лидия Арабей: «На струнах бури»; Валентина Ковтун «Крест милосердия», роман (по нему поставлен одноимённый фильм); её же «Суд Алоизы», поэма; Алесь Рязанов «Поэма преодоления»; Анатолий Сыс: «Алоиза», поэма; Виктор Мартинович «Мова», роман.